# Японська Вікіпедія
Вікіпéдія япóнською мóвою — розділ проєкту багатомовної енциклопедії Вікіпедія японською мовою. Керується фондом «Вікімедіа».
Створений 20 січня 2001 року. Незареєстровані користувачі не мають змоги редагувати статті японської Вікіпедії без попереднього перегляду доданого до статті матеріалу.
Японська Вікіпедія станом на 29 березня 2025 року містить 1 456 908 статей, 2 299 050 зареєстрованих користувачів, 12 840 активних дописувачів, 40 адміністраторів
. Загальна кількість сторінок в японській Вікіпедії — 4 274 269, редагувань — 104 090 702, завантажених файлів — 4851
. Глибина (рівень розвитку мовного розділу) японської Вікіпедії середня і становить 91.1 пунктів
.
За кількістю статей перебуває на 13-му місці серед усіх мовних розділів.

## Історія
У березні 2001 року було створено три неанглійські розділи Вікіпедії, а саме німецький, каталонський та японський. Початкова адреса сайту японської Вікіпедії була http://nihongo.wikipedia.com, і всі сторінки були написані латинським алфавітом або ромадзі, оскільки програмне забезпечення на той час не працювало з японськими ієрогліфами. На головній сторінці були зроблені перші спроби відтворити вертикальний текст.
Перша стаття мала назву «Nihongo no Funimekusu». До кінця грудня того ж року було лише дві статті.

### Хронологія
- 12 лютого 2003 року — 1000 статей
- 23 березня 2003 року — 5000 статей
- 15 червня 2003 року — 10 000 статей
- січень 2004 року — 30 000 статей
- 26 травня 2004 року — 50 000 статей
- вересень 2004 року — 75 000 статей
- 11 лютого 2005 року — 100 000 статей
- 9 квітня 2006 року — 200 000 статей
- 15 грудня 2006 року — 300 000 статей
- 10 серпня 2007 року — 400 000 статей
- 25 червня 2008 року — 500 000 статей
- 8 липня 2009 року — 600 000 статей
- 31 серпня 2010 року — 700 000 статей
- 22 травня 2011 року — 750 000 статей
- 3 квітня 2012 року — 800 000 статей
- 4 вересня 2013 року — 50 млн правок
- 15 березня 2014 року — 900 000 статей
- 24 лютого 2015 року — 55 555 555 правок
- 19 січня 2016 року — 1 000 000 статей
- 22 березня 2018 року — 1 100 000 статей
- 13 квітня 2020 року — 1 200 000 статей
- 12 листопада 2021 — 1 300 000 статей.